# Università di Nottingham

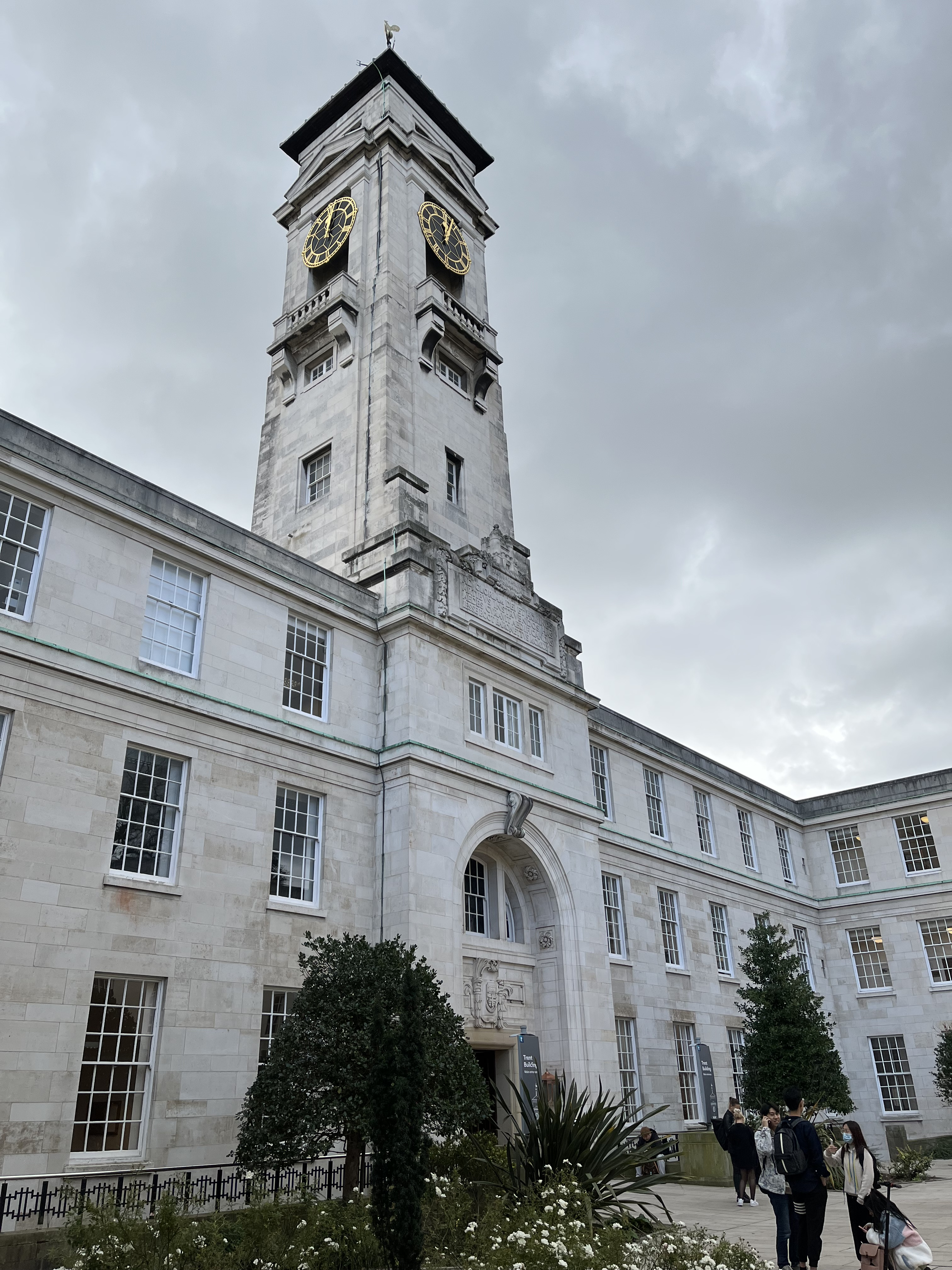
La torre del Trent Building

L'Università di Nottingham (University of Nottingham), è un'università pubblica fondata nel 1881 con sede a Nottingham, in Inghilterra.
Oltre alla sede principale del campus universitario dispone di alcune sedi minori nel Derbyshire e Nottinghamshire.

## Struttura
L'università è composta da scuole e dipartimenti, suddivisi tra 5 facoltà: Arte, Ingegneria, Scienze, Medicina e Scienze Sociali.

## Campus
L'università ha diverse sedi sparse per la città di Nottingham, tra cui i due campus principali University Park Campus e il Jubilee Campus. 
L'istituzione ha deciso inoltre di espandersi e di creare a proprie spese due campus internazionali, uno in Cina e uno in Malesia.
La prima sede estera dell'università è stata aperta nel 2000 a Semenyih, Malesia, dove accoglie circa 5000 studenti. Il campus fu la prima sede staccata britannica in Malesia e in generale una delle prime sedi nel mondo.
Nel 2004 ha inaugurato la sede staccata a Ningbo, Cina, diventando la prima università estera ad aprire un campus internazionale in Cina.

## Personaggi Famosi
Tre premi Nobel e una Medaglia Fields hanno studiato o insegnato nell'università.
Sir Peter Mansfield ha vinto il Premio Nobel per la medicina nel 2003 per i suoi contributi sull'imaging a risonanza magnetica. 
Sir Clive Granger è stato insignito nel 2003 del Premio Nobel per l'economia per i suoi importanti sviluppi dell'econometria.
La medaglia Fields Caucher Birkar ha conseguito il dottorato di ricerca dopo essere stato accolto come rifugiato nel Regno Unito.
Il Premio Nobel per la fisica del 2010 Andre Geim ha ottenuto incarichi di post-dottorato a Nottingham per due volte.
Lo scrittore David Herbert Lawrence studiò nell'allora Istituto Superiore Universitario di Nottingham, predecessore dell'università.
Altre personalità legate all'università sono Keith Campbell, uno degli scienziati che effettuarono la clonazione di Dolly, Martyn Poliakoff, chimico e divulgatore scientifico, nonché numerosi esponenti della politica inglese ed estera.

## Altri progetti

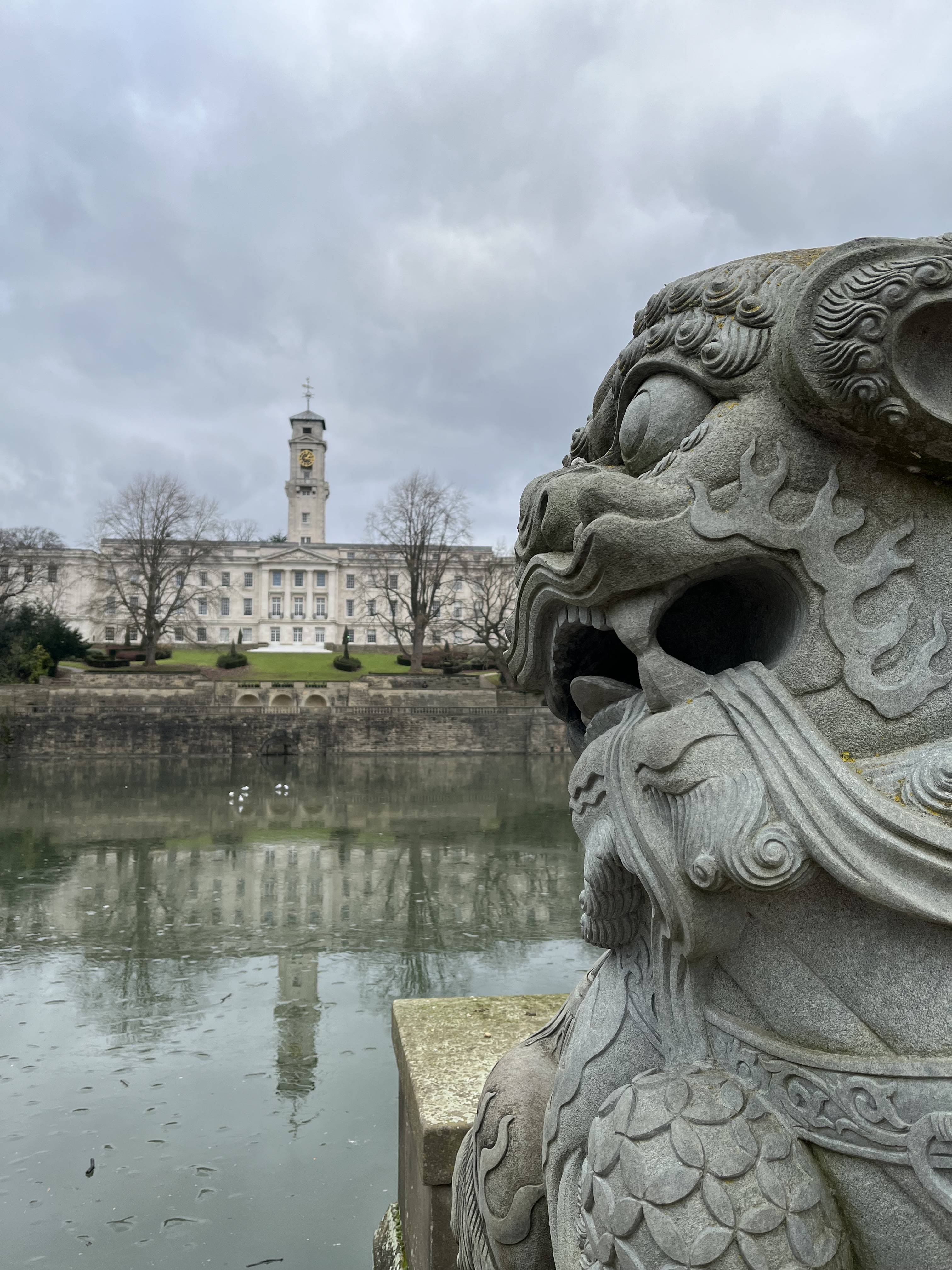
Leone guardiano donato dalla comunità cinese

## Collegamenti esterni

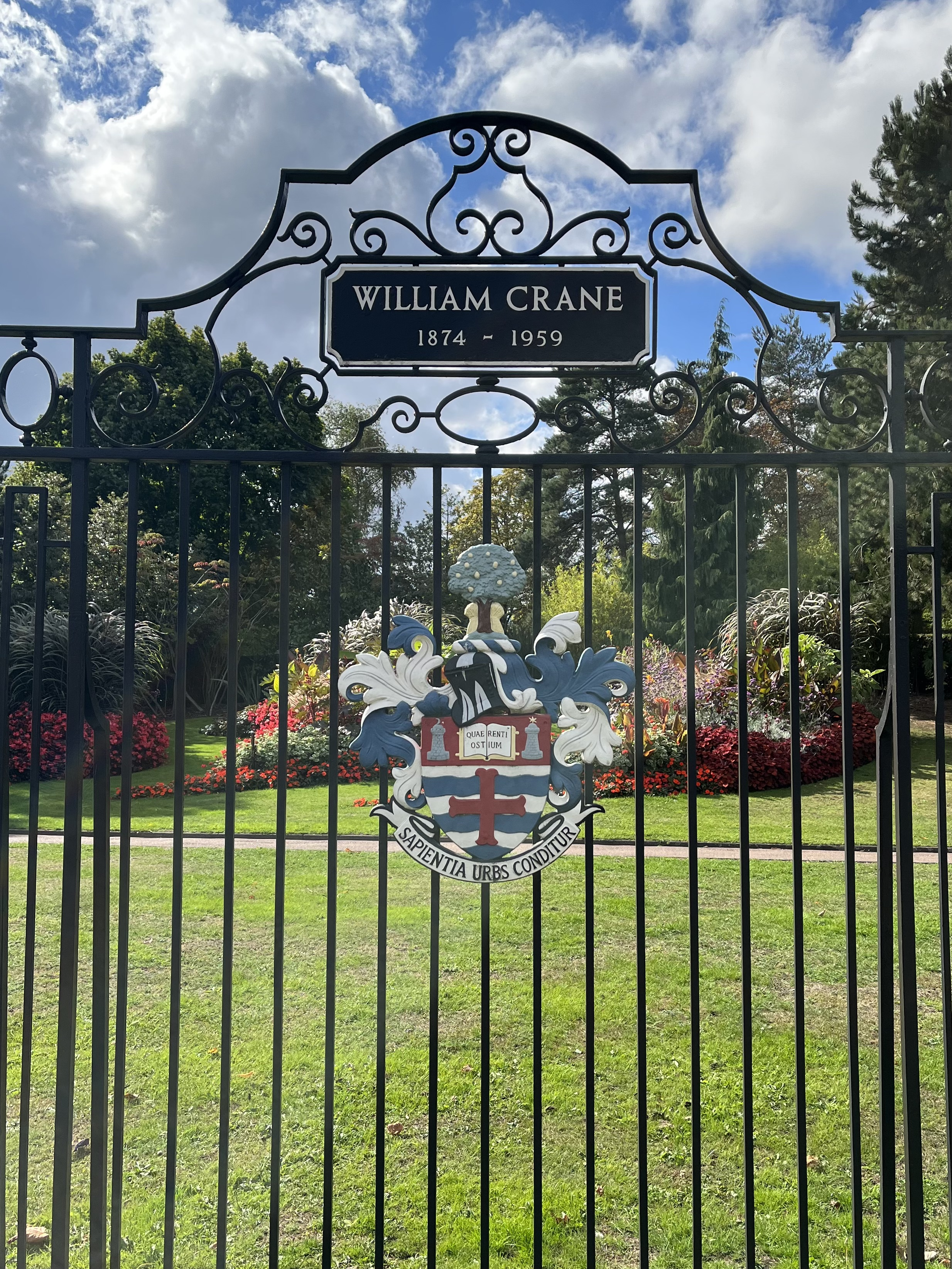
Stemma dell'università su uno dei cancelli principali